# Drosophila transversa
Drosophila transversa este o specie de muște din genul Drosophila, familia Drosophilidae, descrisă de Fallen în anul 1823. Conform Catalogue of Life specia Drosophila transversa nu are subspecii cunoscute.